# Adolf Opálka

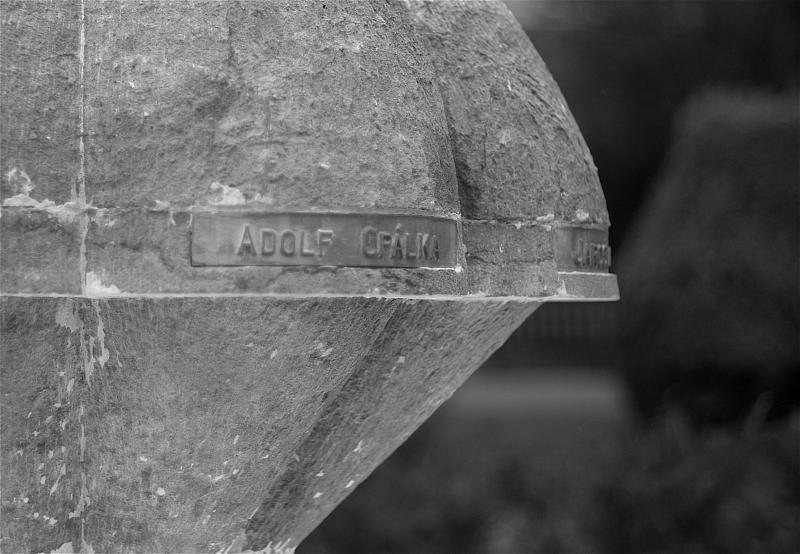
Nazwisko Opálki na detalu fontanny – pomnika ku czci czechosłowackich spadochroniarzy w angielskim Royal Leamington Spa

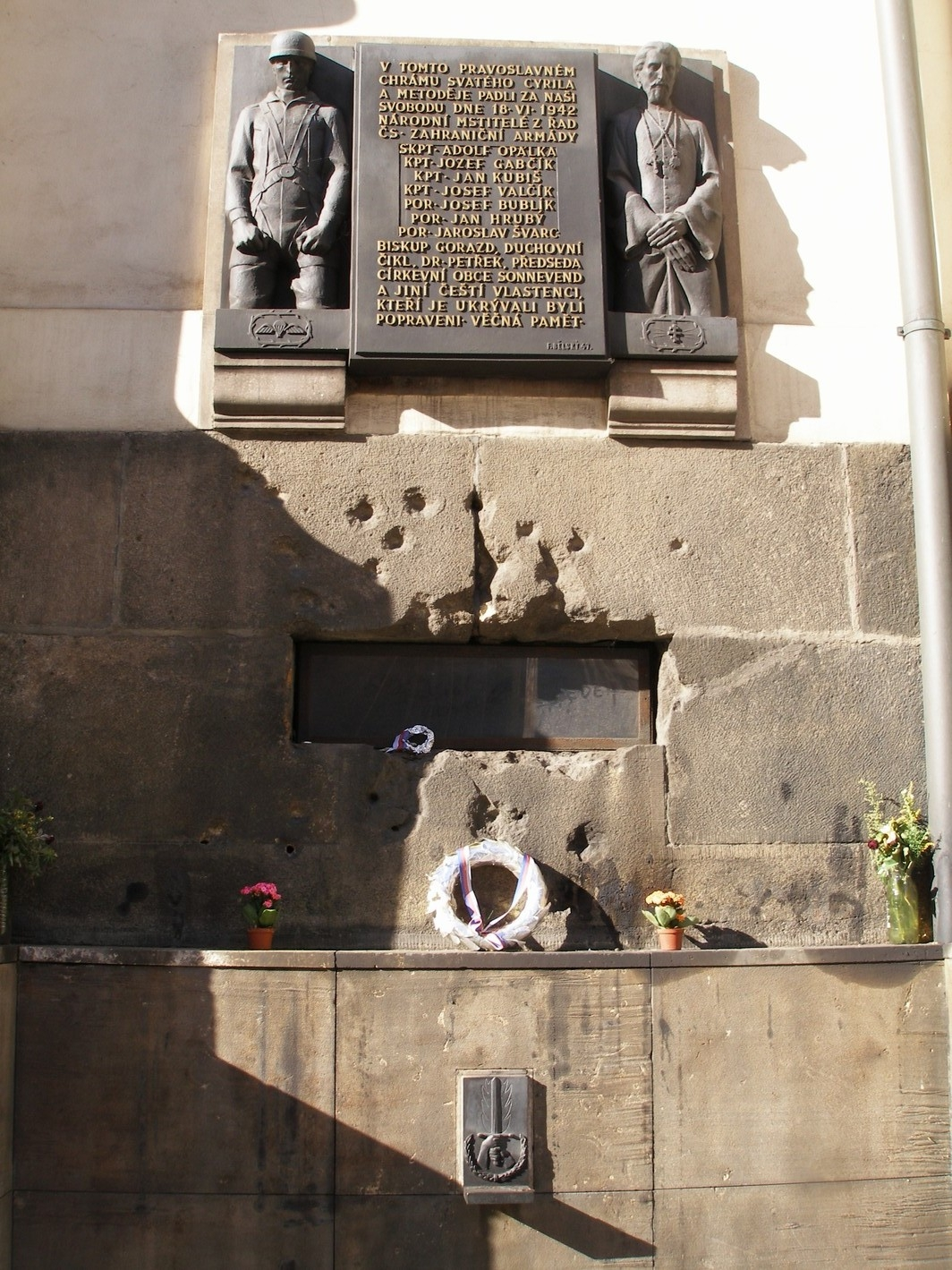
Nazwisko Opálki na tablicy pamiątkowej na ścianie soboru, w którym się ukrywał i zginął

Adolf Opálka (ur. 4 stycznia 1915 w Rešicach, zm. 18 czerwca 1942 w Pradze) – czeski spadochroniarz, dowódca operacji Out Distance.

## Życiorys
Jego ojciec Viktor Jarolím (1882–1942) był młynarzem. Adolf nosił nazwisko swojej matki – Anežki, która zostawiła syna pod opieką swoich rodziców i wyszła za mąż za kowala z pobliskiej miejscowości Rokytná, z którym miała dwie córki. Adolfa wychowywali dziadkowie, a po ich śmierci siostra matki, która pozostała niezamężna. Ukończył szkołę podstawową w Rešicach, następnie kontynuował naukę w szkole w miejscowości Rouchovany, gdzie kształcił się na mechanika samochodowego. Po wypadku opuścił szkołę i rozpoczął naukę w Akademii Handlowej w Brnie. Maturę zdał w 1936 roku, a w wakacje wybrał się na wyprawę rowerową do Jugosławii. W październiku 1936 rozpoczął służbę wojskową w pułku piechoty w Brnie i ukończył szkołę dla kandydatów na oficerów. W 1937 roku został przyjęty do Akademii Wojskowej w Hranicach. W tym samym roku w stopniu porucznika piechoty został przydzielony do 2 pułku górskiego w Rużomberku, gdzie przeszedł mobilizację. 1 lutego 1938 został awansowany na stopień podporucznika.
26 czerwca 1939 wraz z kuzynem Františkiem Pospíšilem oraz Robertem Klecandą udał się do Polski, gdzie trafił do obozu w Bronowicach Małych. Na pokładzie MS Chrobry trafił do Francji, skąd przez Paryż i Marsylię udał się do Oranu, gdzie wstąpił do Legii Cudzoziemskiej stacjonującej w Sidi Bu-l-Abbas. Stamtąd został przeniesiony do 11 pułku strzelców senegalskich i znów trafił do Oranu. Po powrocie do Francji udał się do Agde, gdzie stacjonowały oddziały armii czechosłowackiej i został przydzielony w charakterze dowódcy do 5 kompanii 3 pułku piechoty. Pułk nie został do końca sformowany i nie wziął udziału w walkach z Niemcami. Po upadku Francji przedostał się do Anglii.
19 września 1941 odbył szkolenie w Szkocji, a w październiku – kurs spadochroniarski w bazie Ringway. Wkrótce potem otrzymał przydział jako dowódca operacji Out Distance. 25 października 1941 awansował do stopnia porucznika.
28 marca 1942 o godz. 2:00 z fałszywymi dokumentami na nazwisko Adolf Král został zrzucony na spadochronie na teren Protektoratu Czech i Moraw wraz z pozostałymi członkami swojej grupy: Ivanem Kolaříkem i Karelem Čurdą. Z powodu błędu nawigatora spadochroniarze nie wylądowali w zaplanowanym miejscu, lecz w pobliżu miejscowości Ořechov (okres Jihlava), tracąc również większość wyposażenia, gdyż nie udało im się odnaleźć jednego z dwóch spadochronów z ładunkiem. Z tego powodu, jak również ze względu na fakt, iż podczas lądowania Kolařík zgubił sfałszowany dokument tożsamości, Opálka podjął decyzję o rozdzieleniu się i rozpoczęciu działania przez poszczególnych członków grupy na własną rękę z założeniem, iż skontaktują się za pomocą umówionego ogłoszenia w gazecie Národní politika. Pozostawili też na miejscu ukryty racon, który został później znaleziony przez żandarmów przeszukujących miejsce lądowania desantu.
Opálka podczas lądowania odniósł obrażenia, dlatego udał się do ciotki do rodzinnych Rešic, by leczyć zranioną nogę, a następnie dotarł poprzez Lázně Bělohrad do Pragi. Uzyskał adres Alfréda Bartoša z grupy Silver-A, z którym się spotkał i został skierowany do stolicy by pomóc w przygotowaniu zamachu na Reinharda Heydricha. Rozpoczął także przygotowanie do realizacji zadania swojego zespołu – naprowadzenia bombowców na fabrykę Škoda w Pilźnie. Opálka zameldował stratę raconu i zaproponował nakierowanie za pomocą sygnałów świetlnych. Akcja wymagała udziału Gabčíka, Kubiša, Valčíka, Opálki i Čurdy oraz pomocy ruchu oporu z Pragi. 25 kwietnia 1942 zostało przeprowadzone nieudane bombardowanie – wybrano noc z soboty na niedzielę, by zminimalizować ewentualne straty wśród cywilnych czeskich pracowników zakładu. Mimo wysiłku konspiratorów i załóg samolotów bomby spadły poza fabryką.
Po zamachu na Reinharda Heydricha z własnej woli dołączył do grupy spadochroniarzy ukrywających się w krypcie soboru Świętych Cyryla i Metodego w Pradze, by podtrzymać ich na duchu i objąć dowództwo. 18 czerwca 1942 grupa została wykryta przez nazistów w efekcie zdrady Karela Čurdy i Viliama Gerika. W nierównej walce z ponad 800 funkcjonariuszami SS i Gestapo po wyczerpaniu się amunicji popełnił samobójstwo wraz z podkomendnymi: wykonawcami zamachu na Reinharda Heydricha – kpt. Jozefem Gabčíkiem, kpt. Janem Kubišem oraz kpt. Josefem Valčíkiem, por. Josefem Bublíkiem, por. Janem Hrubým i por. Jaroslavem Švarcem.
Pośmiertnie został awansowany do stopnia kapitana (12 września 1945), kapitana sztabowego (1 grudnia 1945), majora, wreszcie pułkownika (2002).

## Odznaczenia
- Czechosłowacki Wojskowy Order Lwa Białego „Za zwycięstwo” I Klasy – 1968, pośmiertnie
- Złota Gwiazda Czechosłowackiego Orderu Wojskowego „Za Wolność” – 1949, pośmiertnie
- Order Milana Rastislava Štefánika III Klasy – 1991, pośmiertnie[1]
- Krzyż Obrony Państwa Ministra Obrony Republiki Czeskiej – 2010, pośmiertnie[2]
- Krzyż Wojenny Czechosłowacki 1939 – dwukrotnie: 1942 i 1945 (pośmiertnie)